# Роналдо
Роналдо Луиш Назарио де Лима (на португалски: Ronaldo Luis Nazário de Lima, произнася се най-близко до Руналду Луиш Назариу де Лима), по-известен само като Роналдо, е бивш бразилски футболист. Наричан е още The Boy Wonder, The Kid, The Miracle Man, The Keepers Nightmare, „Феномена“ (O Fenômeno), The Unstoppable, The Number 9, The King. Роден е на 22 септември 1976 г. в кв. „Бенто Рибейро“ в Рио де Жанейро. Играе на поста нападател. Смятан от мнозина за най-великия футболист за всички времена.
Роналдо е един от водещите голмайстори в света през 1990-те и началото на 21 век. Той печели два пъти Златната топка на Франс футбол през 1997 г. и 2002 г. и Златната обувка през 1997 г. Освен това той е един от двамата футболисти, печелили наградата „Футболист на годината на ФИФА“ три пъти, другият е френският футболист Зинедин Зидан. През 2007 г. той е обявен за един от най-добрите единадесет за всички времена от „Франс футбол“ и е включен във ФИФА 100, списък на 125-те най-велики футболисти за XX столетие. През 2010 г. е избран от Goal.com за Играч на Десетилетието в онлайн проучване, събирайки 43,63 % от всички гласове и е включен като център нападател в Отбора на Десетилетието.
Изиграва 97 международни срещи за националния отбор по футбол на Бразилия, в които вкарва 62 гола. Той е част от бразилския национален отбор, който печели на световните първенства през 1994 г. и 2002 г. купата и златните медали, а през 1998 – сребърните медали. През 2006 г. Роналдо става голмайстор на световните първенства за всички времена с петнадесет гола изпреварвайки предишния рекорд на Герд Мюлер от четиринадесет гола. На Световното първенство по футбол през 2014 г. в Бразилия, рекордът му първо е изравнен и след това подобрен от германеца Мирослав Клозе, който вкара рекордният шестнадесети гол в полуфинала срещу отбора на Бразилия.

## Клубна кариера

### Крузейро
През 1993 г. Роналдо започва футболната си кариера в Крузейро. В първата си година за Крузейро, той вкарва 12 гола в 14 мача и ги извежда до първата им Купа на Бразилия.

### ПСВ Айндховен
След като е открит от известния холандски търсач на таланти Пит де Висер, той е закупен за 6 милиона щатски долара от ПСВ Айндховен през 1994 г., където вкара 42 гола в 46 шампионатни мача и общо 54 гола в 57 официални мача. С ПСВ, Роналдо печели холандската купа през 1996 г. и е голмайстор на Ередивизи през 1995 г.

### Барселона
По-късно привлича вниманието на сър Боби Робсън, мениджър по това време във ФК Барселона. Роналдо играе за Барса през сезона 1996/97 и вкарва 47 гола в 49 мача (във всички турнири), като по този начин извежда каталунците до спечелването на Купата на носителите на национални купи (като вкарва победния гол във финала), Купата на Краля и Суперкупата на Испания. Той също така става голмайстор на Примера Дивисион през 1997 г. с 34 гола в 37 мача. До сезон 2008/09, Роналдо остава последният играч вкарал повече от 30 гола в Примера Дивисион. На двадесет годишна възраст Роналдо става най-младият играч обявен за „Футболист на годината на ФИФА“ през 1996. Той завършва втори в класацията за Златната топка за футболист на Европа през същата година, с което печели Сребърна топка.

### Интер
През следващата година подписва с Интер за рекордна за тогава сума и им помога да повторят предишния си печеливш поход, този път в Купата на УЕФА, където вкарва третия гол за Интер във финала. Роналдо бързо се адаптира към италианския стил на игра в първия си сезон, завършвайки втори в класацията за голмайстори и се превръща в завършен нападател. Той започва да прави асистенции, става първи избор при дузпи, вкарва свободни удари и става капитан на отбора в края на сезона. По време на престоя си в Интер вкарва няколко гола срещу Милан в дербито на Милано. Роналдо печели наградата „Футболист на годината на ФИФА“ за втори път през 1997 г., както и Златната топка същата година. На следващата година, след Световното първенство по футбол във Франция, той завършва на второ място за играч на годината на ФИФА и трети за футболист на годината в Европа (Бронзова топка).
На 21 ноември 1999 г., по време на мач срещу Лече, Роналдо изкривява коляното си и е принуден да напусне терена. Медицинският преглед след мача потвърждава, че нападателят е с разкъсано сухожилие в коляното и се изисква хирургична намеса. При първото си завръщане на 12 април 2000 г., той играе само седем минути по време на първия мач от финала за Купата на Италия срещу Лацио, когато контузва коляното си за втори път. След две операции и месеци на рехабилитация Роналдо се завръща за Световното първенство в Япония и Южна Корея през 2002 г., помагайки на Бразилия да спечели петата си титла. По-късно през 2002 г. той печели наградата „Играч на годината“ за трети път и преминава от Интер в Реал Мадрид. Роналдо получава най-популярния си псевдоним „Феномена“ от италианската преса, докато играе в Италия. Той е обявен за 20-и най-добър футболист за всички времена за Интер според Times Online. Роналдо изиграва 99 мача и вкарва 59 гола за „Нерадзурите“.

### Реал Мадрид
Подписва с Реал Мадрид за 39 милиона евро и продажбата на фланелки с неговото име чупи всички рекорди за продажби в първия ден. Така става един от малкото играчи играли за Реал Мадрид и Барселона. Той не играе заради контузия до октомври 2002 г., но феновете продължават да пеят името му. Роналдо вкарва два гола в дебюта си за Реал Мадрид и получава овации на стадион „Сантяго Бернабеу“. Същото се случва и на финалния мач за сезона срещу Атлетик Билбао, когато Роналдо вкарва отново и завършва първия си сезон с 23 гола и титла в Ла Лига за 2003 г., която не успява да спечели преди това в Барселона. С Реал той печели Интерконтиненталната купа през 2002 г. и испанската Суперкупа през 2003 година. Във втория мач от чевъртфинала в Шампионската лига Роналдо вкарва хеттрик при гостуването на Манчестър Юнайтед и ги вади от турнира, а публиката на стадион „Олд Трафорд“ става на крака, когато е сменен. Реал е напът да спечели требъл през сезон 2003/04 докато Роналдо не се контузва в края на сезона и те губят финала на Копа дел Рей, полуфинала на Шампионската лига и губят форма в първенството. Този сезон той завършва като голмайстор на лигата и е награден с Пичичи въпреки че Реал губи титлата от Валенсия. Реал Мадрид отпада на осминафинал в Шампионската лига от Арсенал и трети пореден сезон е без трофей. По време на престоя си в Реал Мадрид Роналдо отбелязва срещу някои от най-големите им противници, включително срещу Атлетико Мадрид и Барселона. Със закупуването на Рууд Ван Нистелрой през 2006 г., Роналдо все повече и повече губи доверието на Фабио Капело поради травми и проблеми с теглото.

### Милан
На 18 януари 2007 г. Роналдо преминава в Милан за трансферна сума от 7.5 млн. евро. На 26 януари, Роналдо успешно преминава медицински тестове в тренировъчния комплекс Миланело и трансферът е приключен на 30 януари, като получава екип с номер 99. В първия си сезон в Милан Роналдо вкарва 7 гола в 14 мача. След преминаването му в Милан Роналдо става един от малкото играчи играли за Интер и Милан в Миланското дерби и е единственият играч вкарал и за двата отбора в дербито (за Интер в сезон 1998/99 и за Милан в сезон 2007/08). Той изиграва само 300 минути в единствения си сезон в Милан изпълнен с контузии и проблеми с теглото. Общо вкарва 9 гола в 20 мача за Милан.
През сезон 2006/07 Милан печели титлата в Шампионска лига, но Роналдо е изиграл мачове в турнира за Реал Мадрид и не е допуснат да участва с Милан. Най-близко той е бил през 2003 г., когато помага на Реал да достигне полуфиналите, в които те губят от Ювентус.
На 13 февруари 2008 г., Роналдо получава тежка контузия в коляното, при приземяване след игра с глава в мач на Милан с Ливорно, и това слага край на сезона за него. След мача става ясно, че има разкъсани коленни връзки на лявото коляно. Това е третата подобна контузия, като първите две са на дясното коляно през 1998 г. и 2000 г. Освободен е от Милан в края на сезона поради изтичане на договора му.

### Коринтианс
Роналдо тренира с Фламенго по време на възстановяването си от операция на коляното, и борда на директорите на клуба заявява, че желае да се присъедини към отбора. Въпреки това на 9 декември той подписва едногодишен договор със съперника на Фламенго в лигата Коринтианс. Съобщението получава висока публичност в бразилската преса за това, че е предпочел Коринтианс, тъй като преди това публично е заявил, че харесва Фламенго.
Роналдо изиграва първия си мач за Коринтианс на 4 март 2009 г. за Купата на Бразилия срещу Итумбиара, в която той влиза като резерва на Хорхе Енрике. Роналдо вкарва първия си гол за Коринтианс на 8 март 2009 г., в мач срещу Палмейрас. Той помага на отбора да спечели шампионата Паулища с 10 гола в 14 мача.
С Роналдо Коринтианс побеждава Интернасионал с общ резултат 4 – 2 и Коринтианс печели третата си Купа на Бразилия (втората в кариерата на Роналдо), като по този начин Коринтианс печели място в Копа Либертадорес 2010. Роналдо завършва бразилската Серия А 2009 г. с 12 гола в 20 мача.
През февруари 2010 г., Роналдо подписа договор с Коринтианс до 2011 г. и обявява, че ще прекрати футболната си кариера след това. На 14 февруари 2011 футболистът официално слага край на спортната си кариера.

## Национален отбор
Роналдо дебютира за националния отбор на Бразилия на 17-годишна възраст срещу отбора на Аржентина. Получава повиквателна още за Световното първенство в САЩ през 1994 г. Второто световно първенство, на което участва е през 1998 г. във Франция (първото с 32 отбора, форматът който се ползва и до днес). Третото му световно първенство е през 2002 г. в Япония и Южна Корея, на което става голмайстор с 8 гола. Четвъртото му световно първенство е през 2006 г. На третия мач на Бразилия срещу Япония (завършил 4 – 1 за бразилците) отбелязва два гола, като по този начин изравнява рекорда на германеца Герд Мюлер от 14 гола отбелязани на световни първенства. На осминафиналния мач Бразилия-Гана (3 – 0) отбелязва един гол и с 15 гола става единствения футболист в света с такова постижение.  

## Статистика

### Клубна кариера
| Клуб              | Сезон             | Шампионат | Шампионат | Купа   | Купа   | Континентални турнири1 | Континентални турнири1 | Други турнири2 | Други турнири2 | Общо   | Общо   |
| Клуб              | Сезон             | Мачове    | Голове    | Мачове | Голове | Мачове                 | Голове                 | Мачове         | Голове         | Мачове | Голове |
| ----------------- | ----------------- | --------- | --------- | ------ | ------ | ---------------------- | ---------------------- | -------------- | -------------- | ------ | ------ |
| Крузейро          | 1993              | 16        | 12        | 0      | 0      | 4                      | 8                      | 1              | 0              | 21     | 20     |
| Крузейро          | 1994              | 18        | 22        | 0      | 0      | 8                      | 2                      | 0              | 0              | 26     | 24     |
| Крузейро          | Общо              | 34        | 34        | 0      | 0      | 12                     | 10                     | 1              | 0              | 47     | 44     |
| ПСВ Айндховен     | 1994 – 95         | 33        | 30        | 1      | 2      | 2                      | 3                      | 0              | 0              | 36     | 35     |
| ПСВ Айндховен     | 1995 – 96         | 13        | 12        | 3      | 1      | 5                      | 6                      | 0              | 0              | 21     | 19     |
| ПСВ Айндховен     | Общо              | 46        | 42        | 4      | 3      | 7                      | 9                      | 0              | 0              | 57     | 54     |
| Барселона         | 1996 – 97         | 37        | 34        | 4      | 6      | 7                      | 5                      | 1              | 2              | 49     | 47     |
| Барселона         | Общо              | 37        | 34        | 4      | 6      | 7                      | 5                      | 1              | 2              | 49     | 47     |
| Интер             | 1997 – 98         | 32        | 25        | 4      | 3      | 11                     | 6                      | 0              | 0              | 47     | 34     |
| Интер             | 1998 – 99         | 19        | 14        | 2      | 0      | 6                      | 1                      | 1              | 0              | 28     | 15     |
| Интер             | 1999 – 00         | 7         | 3         | 1      | 0      | 0                      | 0                      | 0              | 0              | 8      | 3      |
| Интер             | 2000 – 01         | 0         | 0         | 0      | 0      | 0                      | 0                      | 0              | 0              | 0      | 0      |
| Интер             | 2001 – 02         | 10        | 7         | 1      | 0      | 5                      | 0                      | 0              | 0              | 16     | 7      |
| Интер             | Общо              | 68        | 49        | 8      | 3      | 22                     | 7                      | 1              | 0              | 99     | 59     |
| Реал Мадрид       | 2002 – 03         | 31        | 23        | 1      | 0      | 11                     | 6                      | 1              | 1              | 44     | 30     |
| Реал Мадрид       | 2003 – 04         | 32        | 24        | 5      | 2      | 9                      | 4                      | 2              | 1              | 48     | 31     |
| Реал Мадрид       | 2004 – 05         | 34        | 21        | 1      | 0      | 10                     | 3                      | 0              | 0              | 45     | 24     |
| Реал Мадрид       | 2005 – 06         | 23        | 14        | 2      | 1      | 2                      | 0                      | 0              | 0              | 27     | 15     |
| Реал Мадрид       | 2006 – 07         | 7         | 1         | 2      | 1      | 4                      | 2                      | 0              | 0              | 13     | 4      |
| Реал Мадрид       | Общо              | 127       | 83        | 11     | 4      | 36                     | 15                     | 3              | 2              | 177    | 104    |
| Милан             | 2006 – 07         | 14        | 7         | 0      | 0      | 0                      | 0                      | 0              | 0              | 14     | 7      |
| Милан             | 2007 – 08         | 6         | 2         | 0      | 0      | 0                      | 0                      | 0              | 0              | 6      | 2      |
| Милан             | Общо              | 20        | 9         | 0      | 0      | 0                      | 0                      | 0              | 0              | 20     | 9      |
| Коринтианс        | 2009              | 30        | 20        | 8      | 3      | 0                      | 0                      | 0              | 0              | 38     | 23     |
| Коринтианс        | 2010              | 20        | 9         | 0      | 0      | 7                      | 3                      | 0              | 0              | 27     | 12     |
| Коринтианс        | 2011              | 2         | 0         | 0      | 0      | 2                      | 0                      | 0              | 0              | 4      | 0      |
| Коринтианс        | Общо              | 52        | 29        | 8      | 3      | 9                      | 3                      | 0              | 0              | 69     | 35     |
| Общо за кариерата | Общо за кариерата | 384       | 280       | 35     | 19     | 93                     | 49                     | 6              | 4              | 518    | 352    |

1Континенталните турнири включват Копа Либертадорес, Шампионска лига, Купа на УЕФА и Купа на носителите на купи

2Други турнири включват Суперкопа Либертадорес, Рекопа Судамерикана, Суперкупа на Испания и Междуконтинентална купа

### Национален отбор
| Бразилия | Бразилия | Бразилия |
| Година   | Мачове   | Голове   |
| -------- | -------- | -------- |
| 1994     | 4        | 1        |
| 1995     | 6        | 3        |
| 1996     | 4        | 5        |
| 1997     | 20       | 15       |
| 1998     | 10       | 5        |
| 1999     | 10       | 7        |
| 2000     | 0        | 0        |
| 2001     | 0        | 0        |
| 2002     | 12       | 11       |
| 2003     | 8        | 3        |
| 2004     | 11       | 6        |
| 2005     | 5        | 1        |
| 2006     | 7        | 5        |
| 2007     | 0        | 0        |
| 2008     | 0        | 0        |
| 2009     | 0        | 0        |
| 2010     | 0        | 0        |
| 2011     | 1        | 0        |
| Общо     | 98       | 62       |

### Голов коефициент
| Общо за кариерата | Общо за кариерата | Общо за кариерата | Общо за кариерата |
| Отбор             | Мачове            | Голове            | Голове на мач     |
| ----------------- | ----------------- | ----------------- | ----------------- |
| Клубни отбори     | 518               | 352               | 0,68              |
| Бразилия          | 098               | 062               | 0,63              |
| Олимпийски игри   | 06                | 05                | 0,83              |
| Общо              | 622               | 419               | 0,67              |

## Успехи

### Крузейро
- Шампионат на Минейро – 1 (1994)
- Купа на Бразилия – 1 (1993)

#### ПСВ Айндховен
- Купа на Холандия – 1 (1996)
- Суперкупа на Холандия – 1 (1996)

#### Барселона
- Суперкупа на Испания – 1 (1996)
- Купа на носителите на купи – 1 (1997)
- Купа на Kраля – 1 (1997)

#### Интер
- Купа на УЕФА – 1 (1998)

### Реал Мадрид
- Междуконтинентална купа – 1 (2002)
- Примера Дивисион – 1 (2003)
- Суперкупа на Испания – 1 (2003)

### Коринтианс
- Шампионат на Паулиста – 1 (2009)
- Купа на Бразилия – 1 (2009)

### Бразилия
- Световно първенство – 2 (1994, 2002)
- Копа Америка – 2 (1997, 1999)
- Купа на конфедерациите – 1 (1997)

### Индивидуални
- Златна топка – 2 (1997, 2002)
- Футболист на годината на ФИФА – 3 (1996, 1997, 2002)
- Златна обувка – 1 (1997)
- Идеален отбор на УЕФА – 1 (2002)
- Идеален отбор на Световно първенство – 2 (1998, 2002)
- Идеален отбор на Суперкупа Либертадорес – 1 (1994)
- Идеален отбор на Шампионата на Минейро – 1 (1994)
- Идеален отбор на Купата на Конфедерациите – 1 (1997)
- Идеален отбор на Копа Америка – 2 (1997, 1999)
- Идеален отбор на ESM – 2 (1997, 1998)
- Идеален отбор на всички времена на Франс Футбол – 1 (2007)
- Най-добър футболист на Световно първенство – 1 (1998)
- Най-добър футболист на Копа Америка – 1 (1997)
- Най-добър футболист на Купа на носителите на купи – 1 (1997)
- Най-добър футболист на Купата на УЕФА – 1 (1998)
- Чуждестранен футболист на годината на Ла лига – 1 (1997)
- футболист на годината на Серия А – 1 (1998)
- Чуждестранен футболист на годината на Серия А – 1 (1998)
- Футболист на годината на World Soccer – 3 (1996, 1997, 2002)
- Футболист на десетилетието на Серия А – 1 (2007)
- Нападател на годината на УЕФА – 1 (1998)
- Нападател на годината на IFFHS – 1 (1997)
- Голмайстор на Суперкупа Либертадорес – 1 (1994)
- Голмайстор на Шампионата на Минейро – 1 (1994)
- Голмайстор на Ередивиси – 1 (1995)
- Голмайстор на Ла лига – 2 (1997, 2004)
- Голмайстор на Купа на носителите на купи – 1 (1997)
- Голмайстор на Копа Америка – 1 (1999)
- Чуждестранен спортист на годината на BBC – 1 (2002)
- Зала на славата на италианския футбол – 1 (2015)
- Зала на славата на Реал Мадрид – 1 (2011)
- Легенда на Marca – 1 (2011)
- Златен Крак – 1 (2006)
- Награда Bravo – 2 (1997, 1998)
- ФИФА 100